# 张家口站
张家口站，原名张家口南站，位于中华人民共和国河北省张家口市桥东区高新区，是中国铁路北京局集团张家口车务段下辖的一座客货运二等站，本站是京包铁路出北京以后的第一个规模比较大的车站，也是京包铁路与原京张铁路的分线站，位于京包铁路204公里处。2017年至2019年，原张家口南站停运并开始改造，改造后的车站改名张家口站，于2019年12月30日投入使用。

## 历史

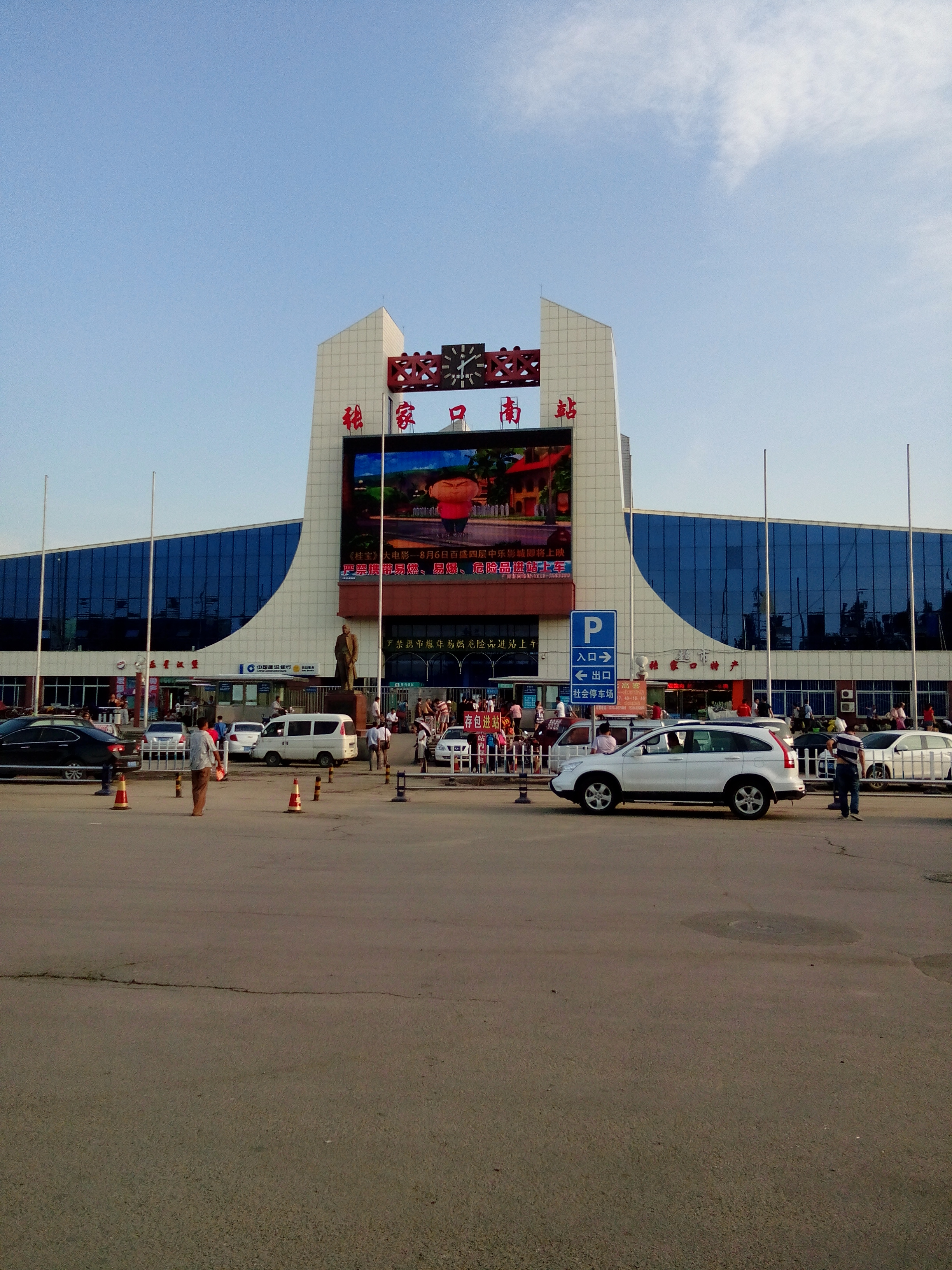
拍摄于2015年的原张家口南站站房

张家口站始建于1956年，于1957年竣工投入使用。隶属于北京铁路局。虽然现在属于京包铁路（原京张铁路为其中一段）上的一座车站，但京张铁路1909年通车时并没有设置此站。
1909年，中国首条不使用外国资金与人员，自行设计施工并投入营运的铁路京张铁路建成通车。当时的京张铁路在现张家口南站东侧2公里处设置有宁远火车站，出宁远站后铁路直接北上到达原张家口站终止。
1914年后，从原张家口站继续向西修建张绥铁路（张家口至归绥）。线路由原张家口站引出后跨过清水河向西南方，在今张家口南站西侧4.5公里处经过。

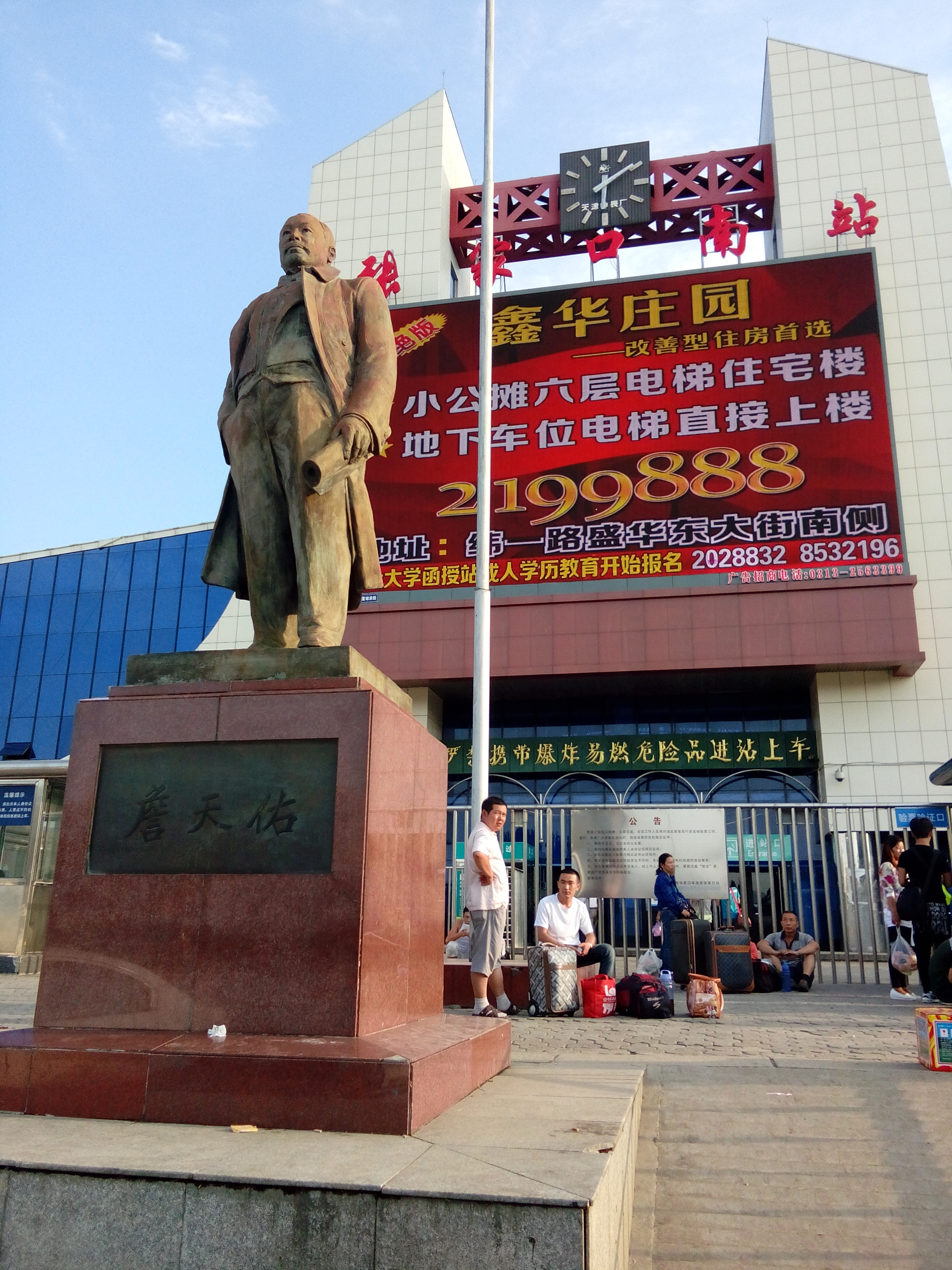
站前广场上的詹天佑铜像

中华人民共和国成立以后，原张家口站逐渐满足不了张家口经济发展的需要，由于原张家口站占地面积有限，地理位置制约，在原有基础上扩建不现实。另外，为了使北京去往大同、集宁、呼和浩特、包头方向的列车节省时间，避免绕行张家口站长度约为20公里的大弯道，在大跃进运动的背景下，对张家口段铁路线进行了大规模的裁弯取直改造。
这一改造开始于1956年，在原有京包铁路宁远站附近开始，新修一条直接向西的连接线，直接跨越清水河在今许家庄村北侧接入原有铁路，使该段铁路路程缩短近14公里。由于改造，拆除了原来的宁远站，并在新建的连接线中段新修建一座火车站，命名为张家口站，而老张家口站则改名为张家口北站，直至1965年，新张家口站改名为张家口南站，张家口北站恢复为张家口站:60。建成的张家口站，候车室面积为900平方米，到发线路共9条。
1983年，在张家口南站东侧，裁弯取直工程起始点附近，玉宝墩村境内新建成一座占地面积为400亩的铁路货场，称为张家口南站货场。
1994年，由于客运量的不断增长，张家口南站原有候车室不能满足运能需要，遂进行了大规模的扩建改造，工程前后历时近两年。1996年，在原站址东侧大约百米处建成5000多平方米的新候车大楼，张家口南站基本形成今日的规模。
因应京张高铁建设需要，张家口南站自2017年11月12日起停运改造，原先经由该站的旅客列车改在唐呼铁路沙岭子西站停靠。
2019年3月2日，本站站名恢复为张家口站，原沙岭子西站更名为张家口南站，原张家口站停办所有客票业务。
2019年12月30日，配合京张城际铁路、呼张客运专线張集段和大张客运专线通車，張家口站重新投入運營。

## 车站布局

### 原张家口南站时期

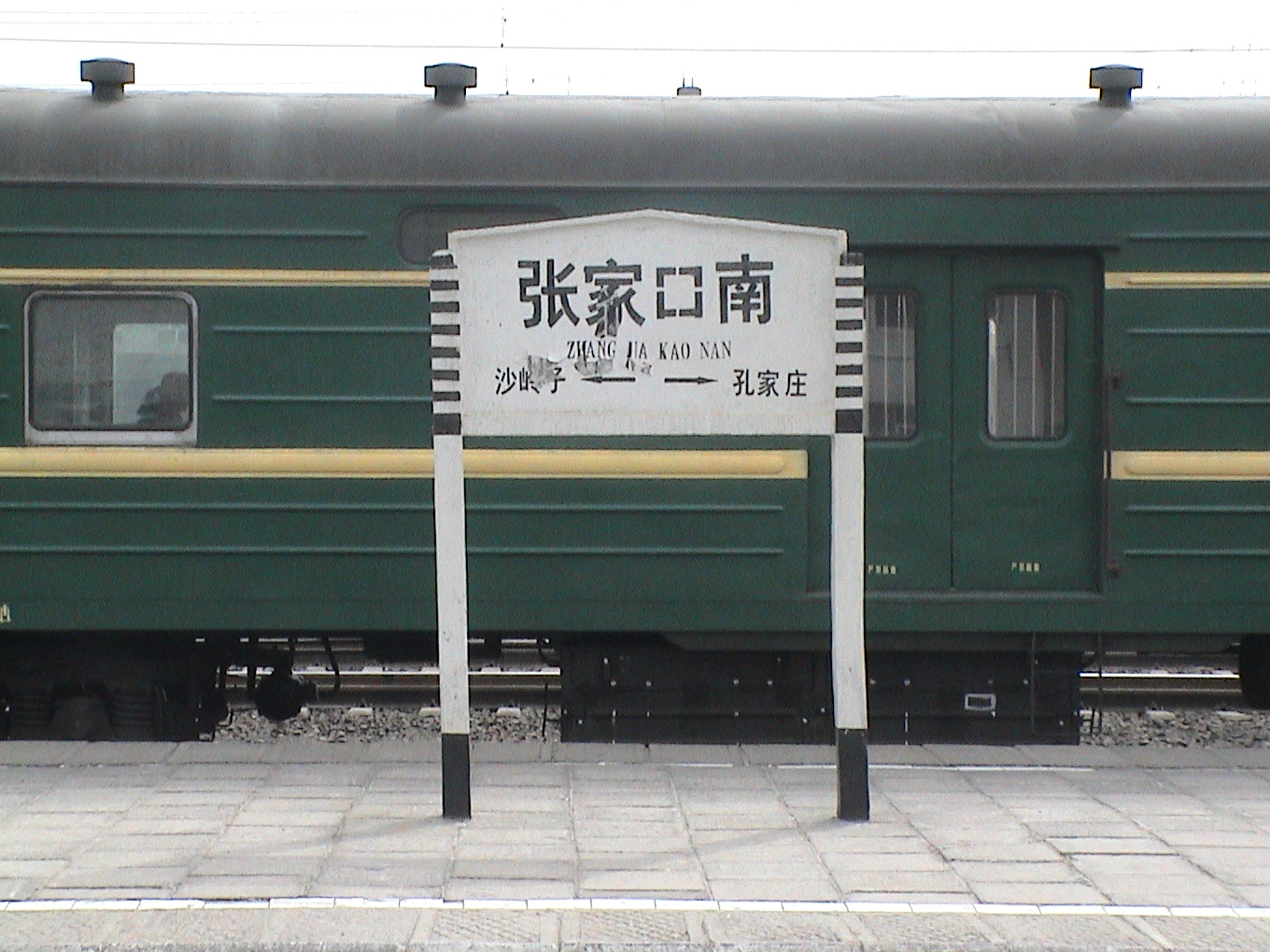
原张家口南站的二号月台

2017年改造前的车站铁路为东西走向，在车站北侧设有候车区，为车站主体建筑。
共设有两条候车月台，其中北侧一号月台为侧式月台，直接与候车大厅连接，南侧二号月台为岛式月台，通过地下通道与一号月台连接。
在此站西侧，京包铁路继续向西延伸，经过山西省大同市，内蒙古自治区乌兰察布市，自治区首府呼和浩特市，直通包头市，而京张铁路则折向北方，经茶坊乘降所，到10公里以外的原张家口站为终点。
车站北侧设有张家口南站站前广场，建设于1996年。广场正中立有詹天佑铜像，他主持修建了京张铁路，是中国首条不使用外国资金及人员，由中国人自行完成，投入营运的铁路。站前东大街和站前西大街分别位于广场东西两侧，广场面向世纪路，三条道路在广场前交汇成T形路口。广场前路边设有停车区，可供出租车和其他车辆停靠，世纪路尽头设有公交车站，可在此处乘坐公交车。

### 张家口站时期

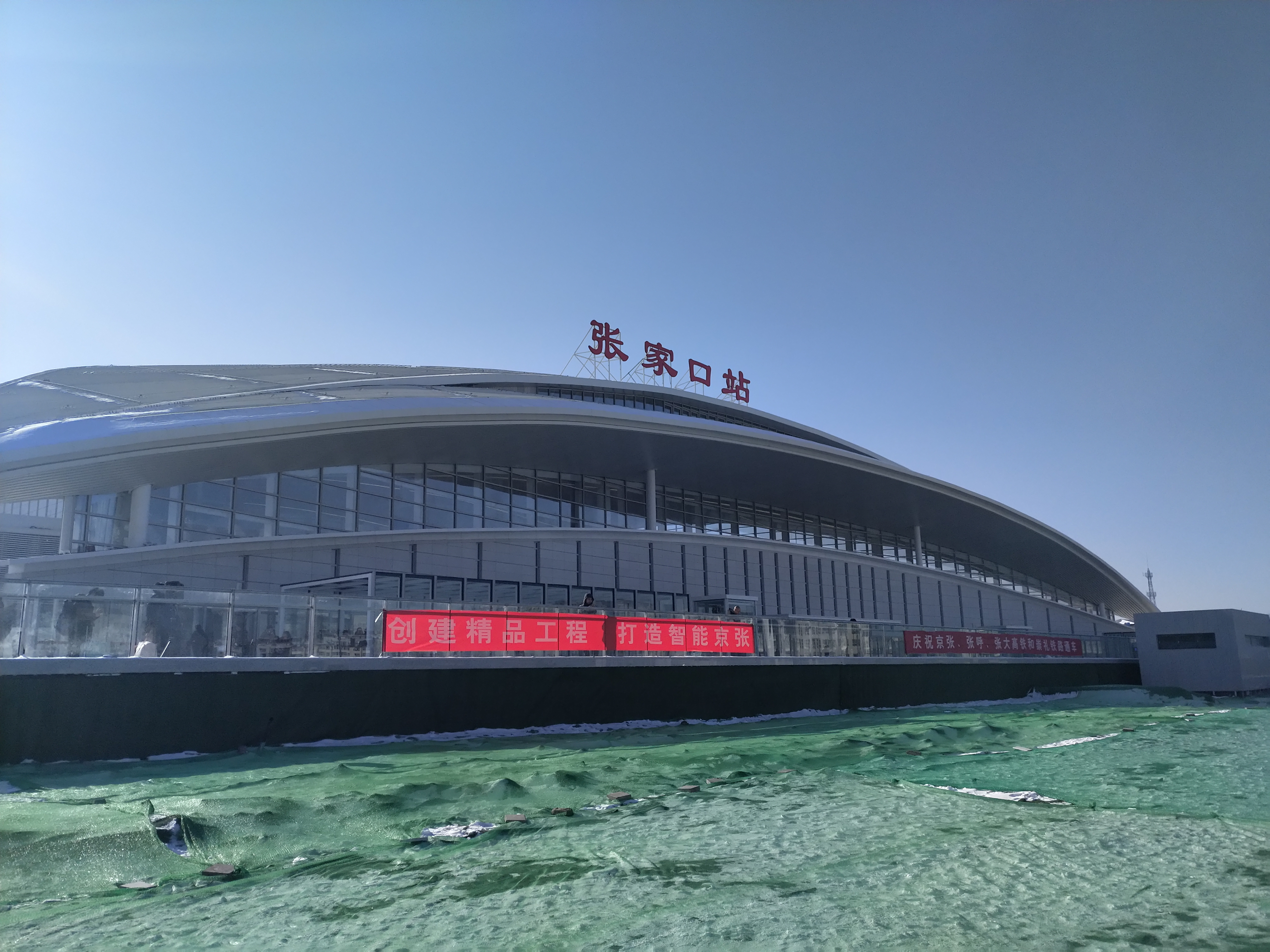
接近完工的张家口站

改造后的张家口站建筑面积9.6万平方米，地上两层地下一层，采用线上高架式候车及上进下出的旅客流线设计，布置了6站台16线，远期高峰小时发送人数2800人。
张家口站整体站房俯瞰呈人字形，为向詹天佑设计的老京张铁路青龙桥人字形展线的致敬。正面看，站房则呈微微起伏的弧形，以“雪境国门”为设计理念，融张家口大境门遗址和群山起伏的自然环境于一体。车站整体色调为浅色，清新明快，亦呼应冰雪主题。
张家口站站房在人字形屋顶的协助下，有大量的自然采光，从而改善候车光照条件并节约电力。候车厅内采用橙色的座椅和内装色调，为旅客在冬奥期间提供温暖的乘车氛围。除了一般的候车座椅，站内亦布置了儿童候车区、商务候车区等区域满足旅客个性化出行需要。站内不仅有指引旅客的精细浮雕，还装饰有题为《纽带》、《生长》和《纵横》的三幅大型浮雕壁画，展示了张家口的自然人文、中国铁路的发展历史和光辉前景。
张家口站的站台为6座有站台柱雨棚高站台，北侧三座站台为通行京包铁路的普速场，南侧三座站台则是通行京张高铁、张大高铁和张呼高铁的城际场。站台雨棚采用清水混凝土设计，节能环保又保证了美观。
张家口站地下出站层包含了南北向的地下城市通廊，24小时面向市民开放，一定程度上抵消了车站对城市南北交通的撕裂。地下亦有城市轨道交通站点预留，以及停车场、出租车站等设施。

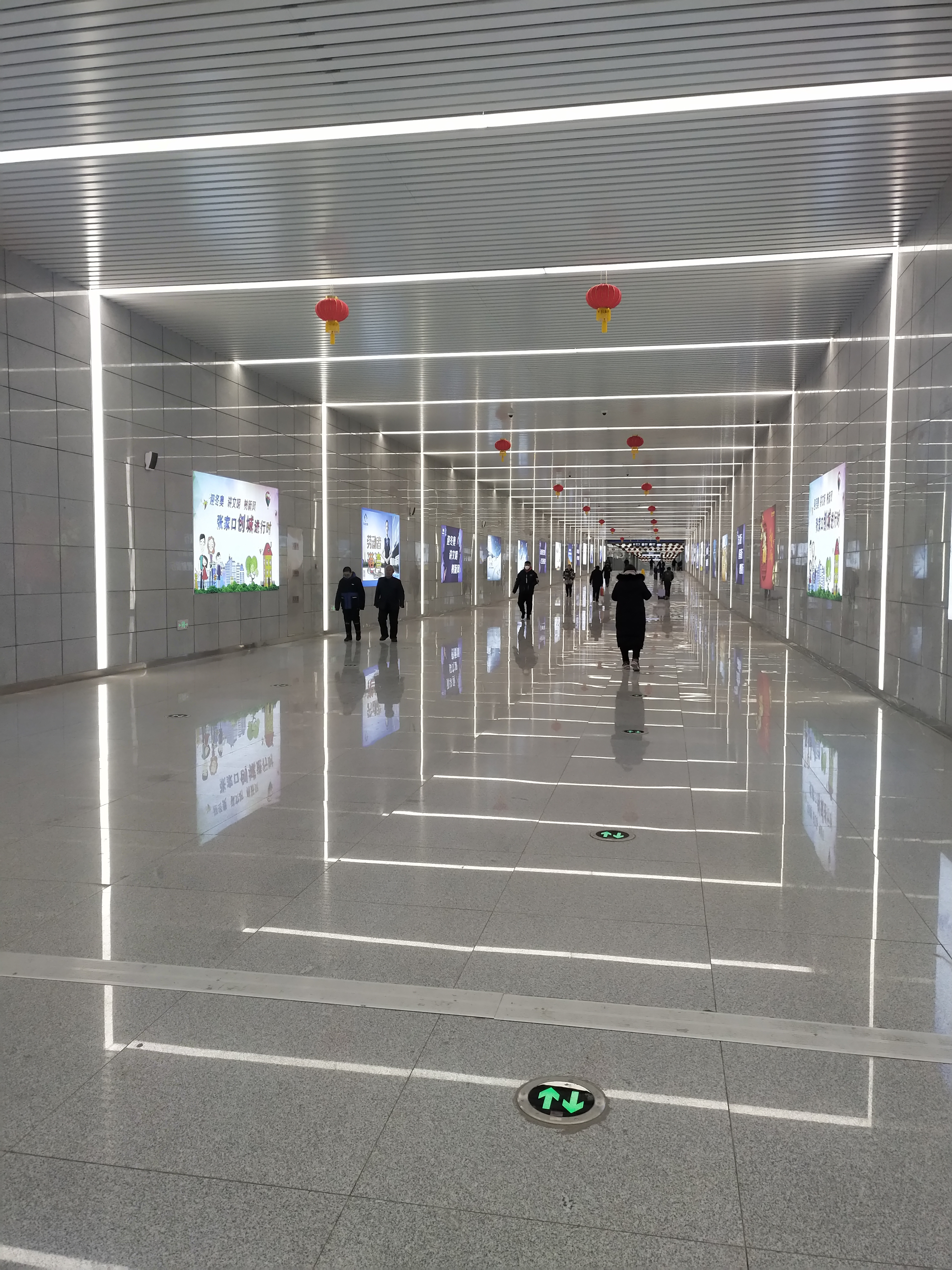
地下通廊
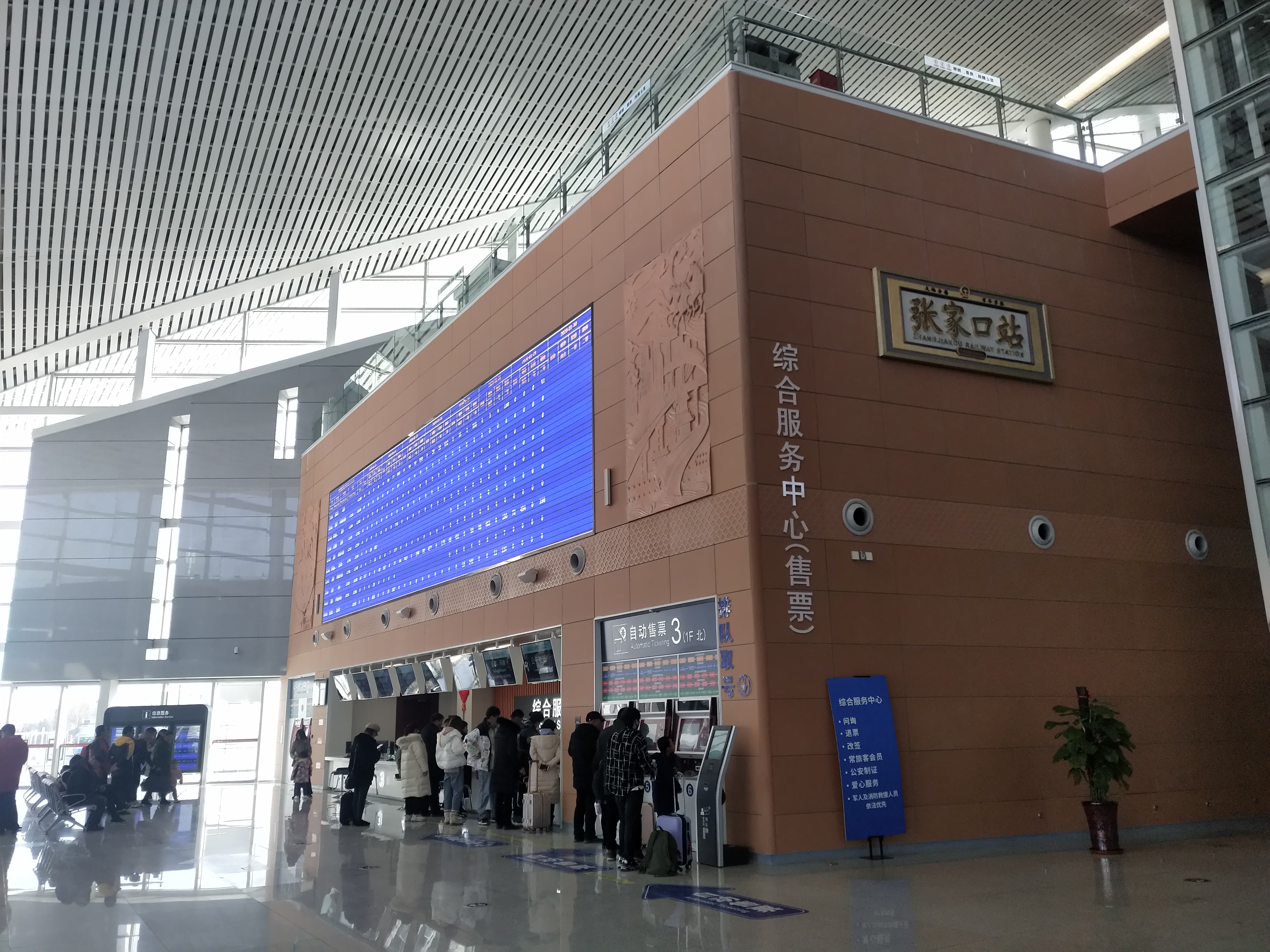
综合服务中心（售票）
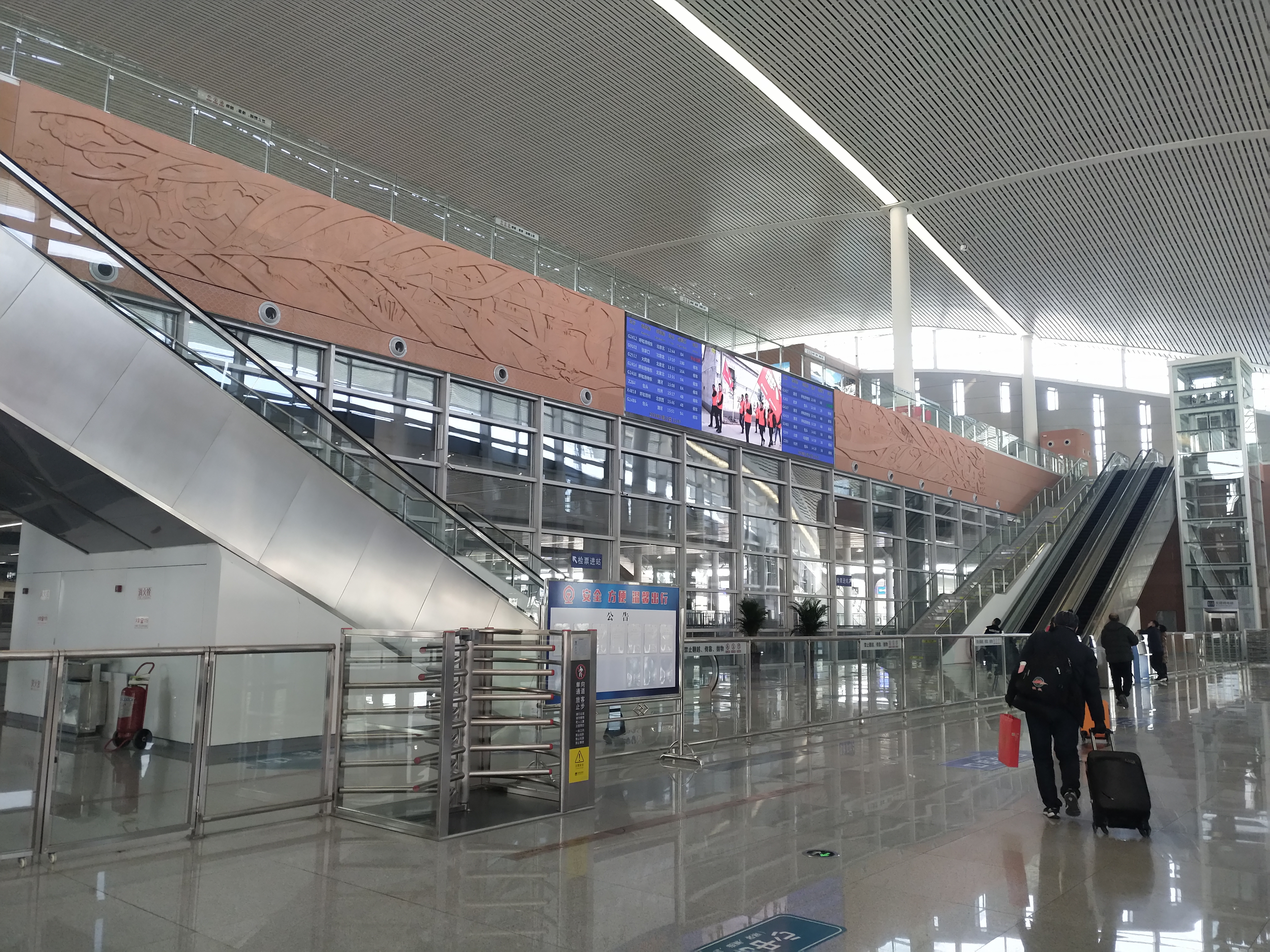
一楼大厅
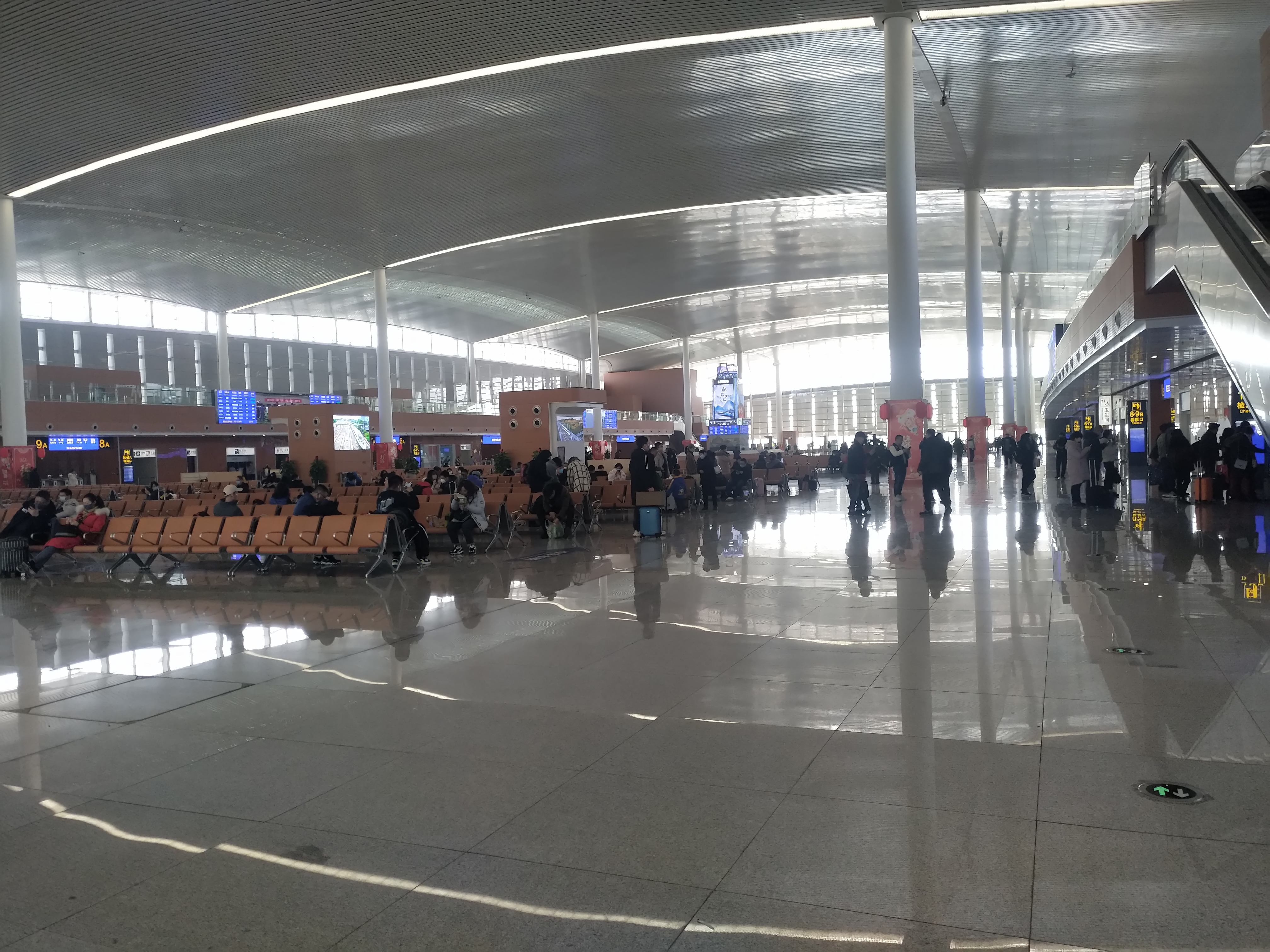
二楼候车厅
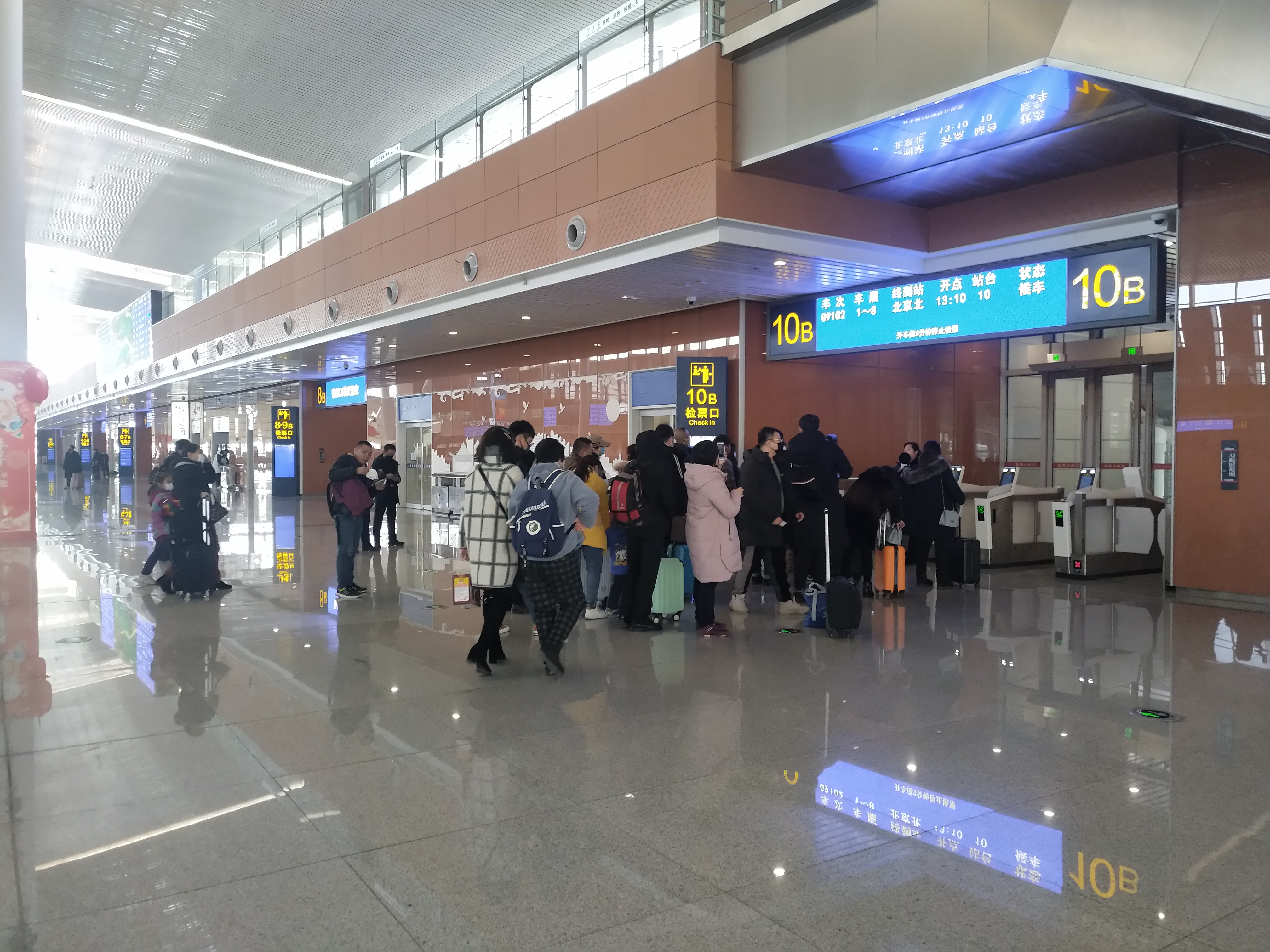
检票口

## 运营组织

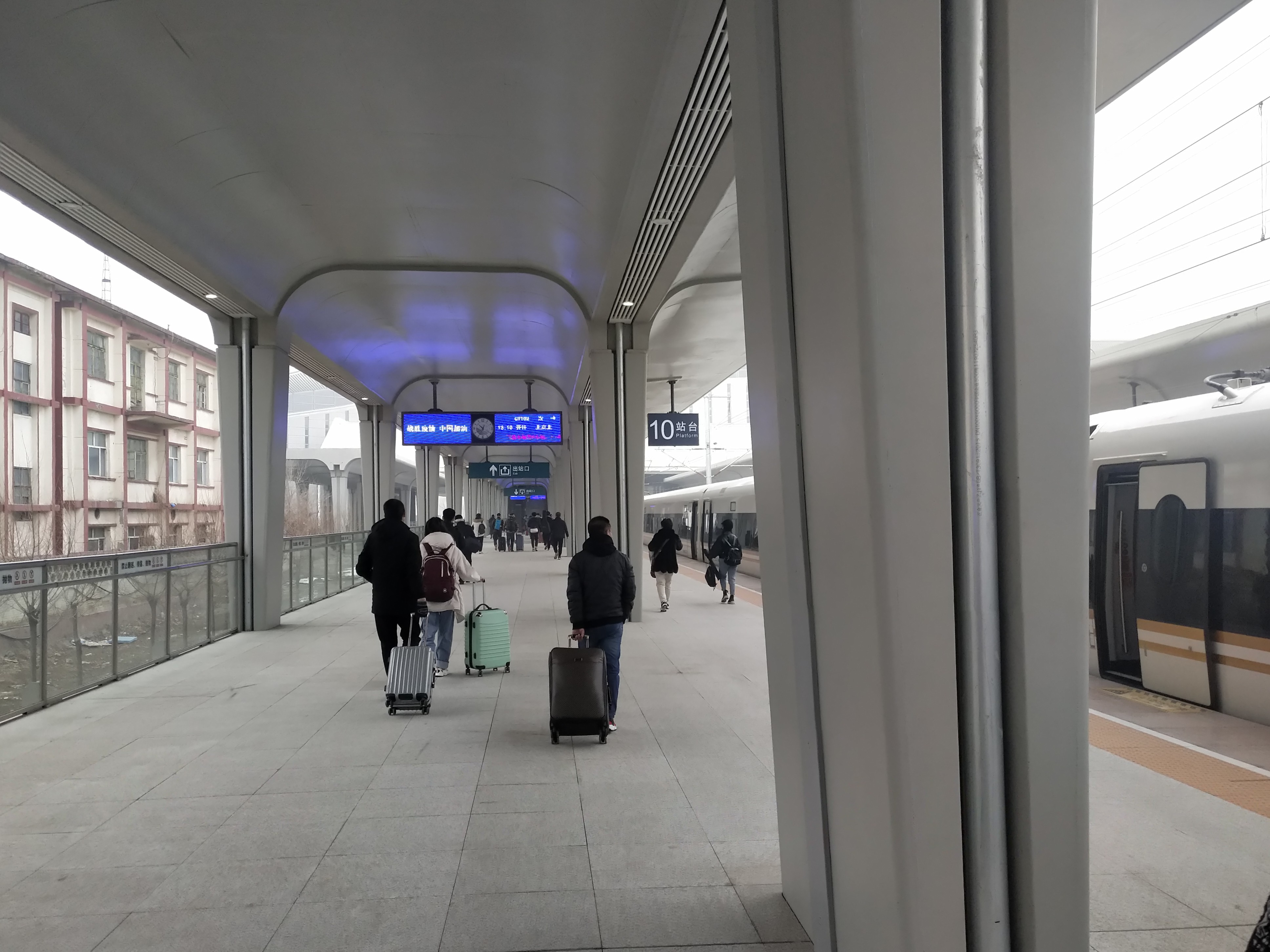
张家口站10號站台

在张家口南站建成以前，原张家口站一直是张家口最重要的车站。本站建成后，逐步取代了原有张家口站，成为客货运大站。也成为京包铁路中比较重要的几个大站之一。
此站现为京包铁路的一个中途站、同时是京张城际铁路、张呼高铁和大张高铁的终点站。
经停本站的普速客运列车大多數為過路车，主要來往京沪方向、京哈方向、京广方向、京九方向以及津山（老京山线）方向等的快速、特快以及直達特快列车。另外来往于北京和莫斯科之间的K3/4次国际联运列车，在2014年7月14日之前，离开北京后第一个停靠站即为张家口南站，其中北京开往莫斯科的K3次在张家口南站停车8分钟，由莫斯科开往北京的K4次列车在本站停车10分钟。
本站自2019年12月30日起，承担大张、京张、张呼高铁的旅客乘降业务。经停本站的高铁列车既有京张城际本线运行的始发终到列车，也有山西、内蒙古方向进出京列车。大部分高铁车次由“复兴号”CR400BF-G高寒型电力动车组执行，部分车次还由CR400BF-C京张高铁智能动车组开行。

## 周边交通
位于南北侧的张家口南综合客运枢纽于2019年12月30日与本站同步投入使用。其中在候车大厅地下一层设有一个出租车待客区，站前的世纪路东西两侧设有两个地下停车场。候车大厅的西侧设有落客区，东侧为公交接驳站。经过张家口站的公交有1路、10路、11路、33路、空铁联运的39路、快线K1路和K3路。另外，在地下通道出口西侧建有张家口长途汽车客运南站，有长途汽车开往张家口周边区县，如沽源、尚义、康保、张北，以及其他省市自治区，如北京、天津、山西、内蒙古等。

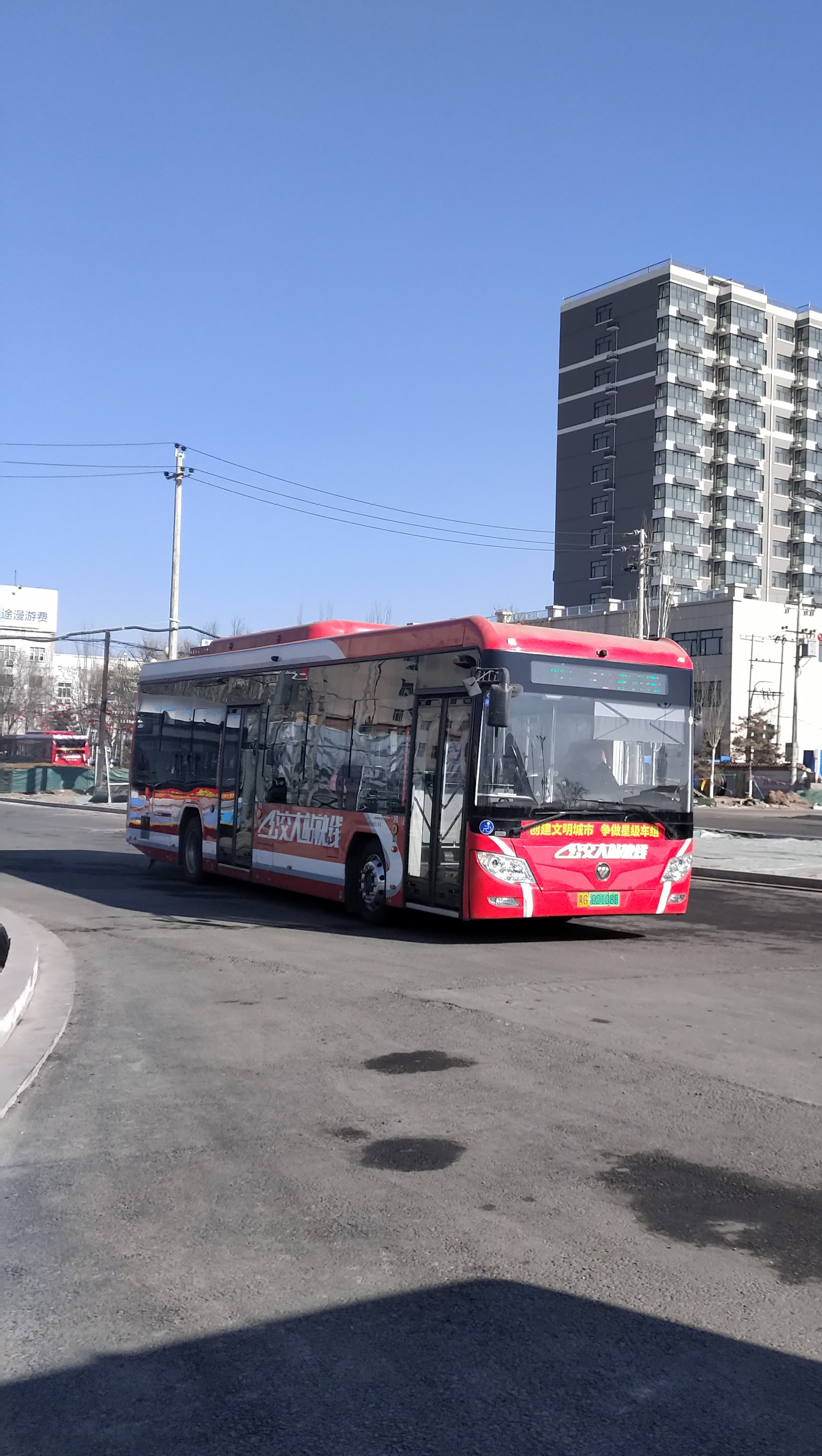
张家口站前的公交快线K3路
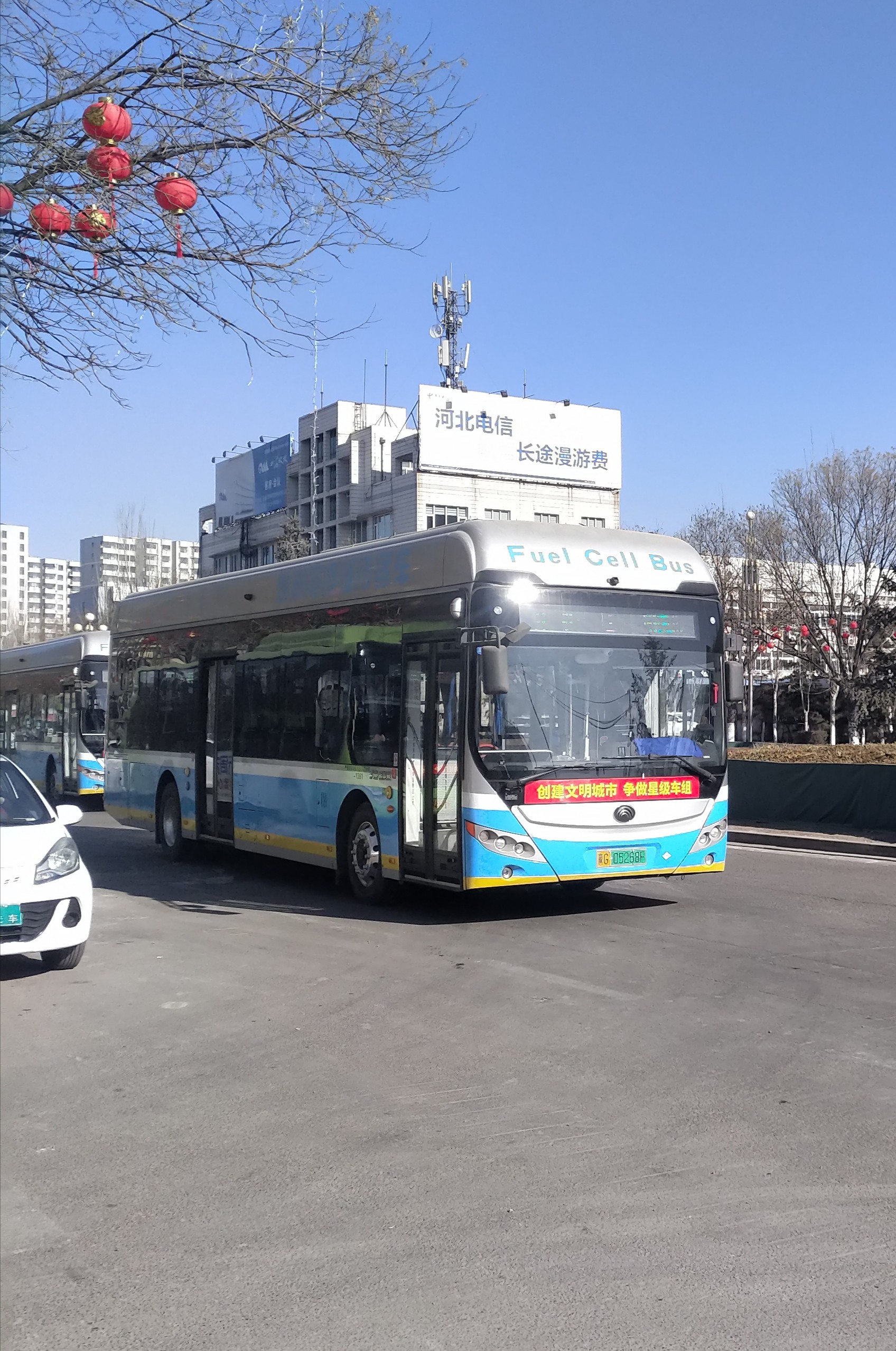
1路
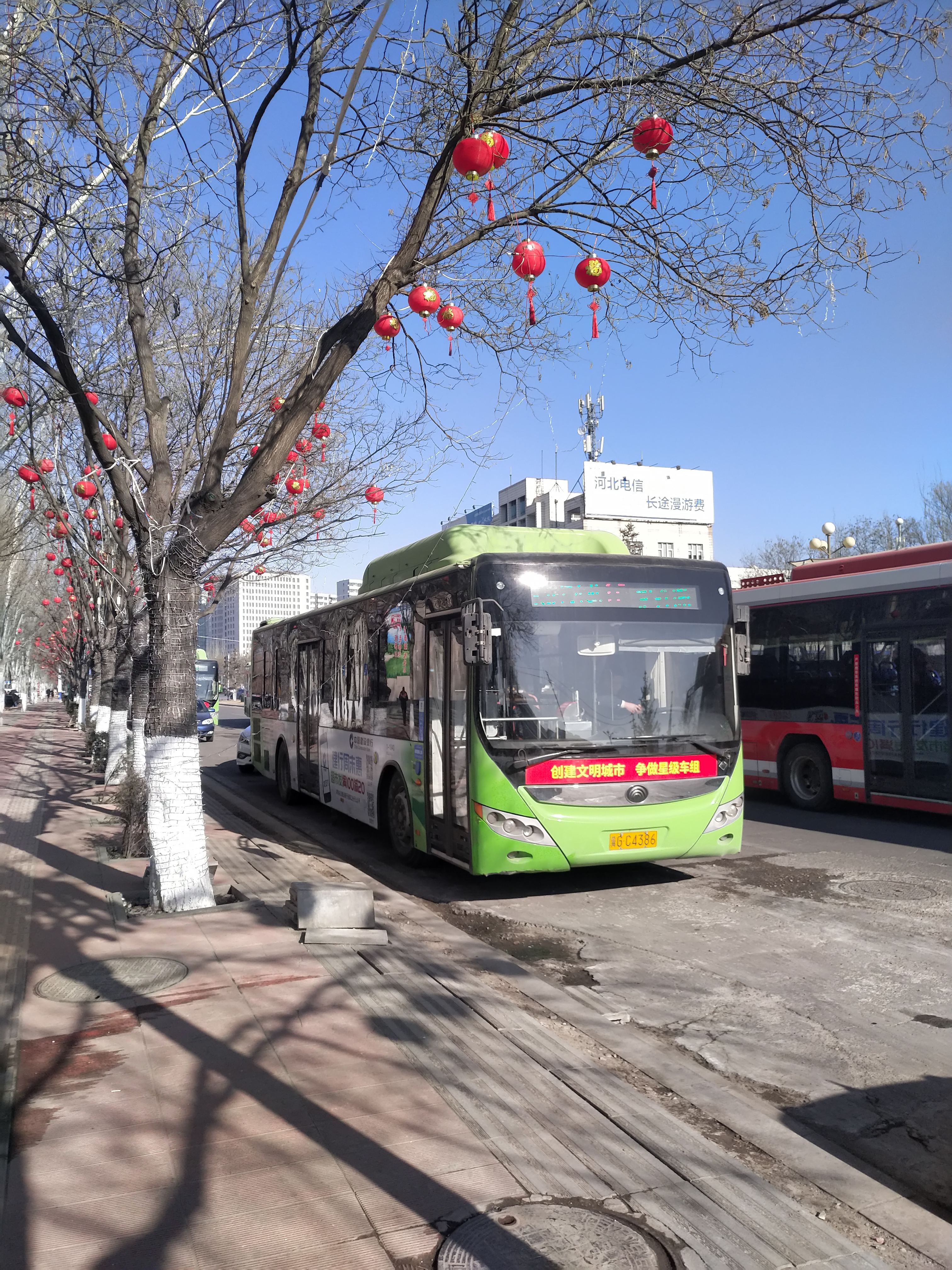
10路
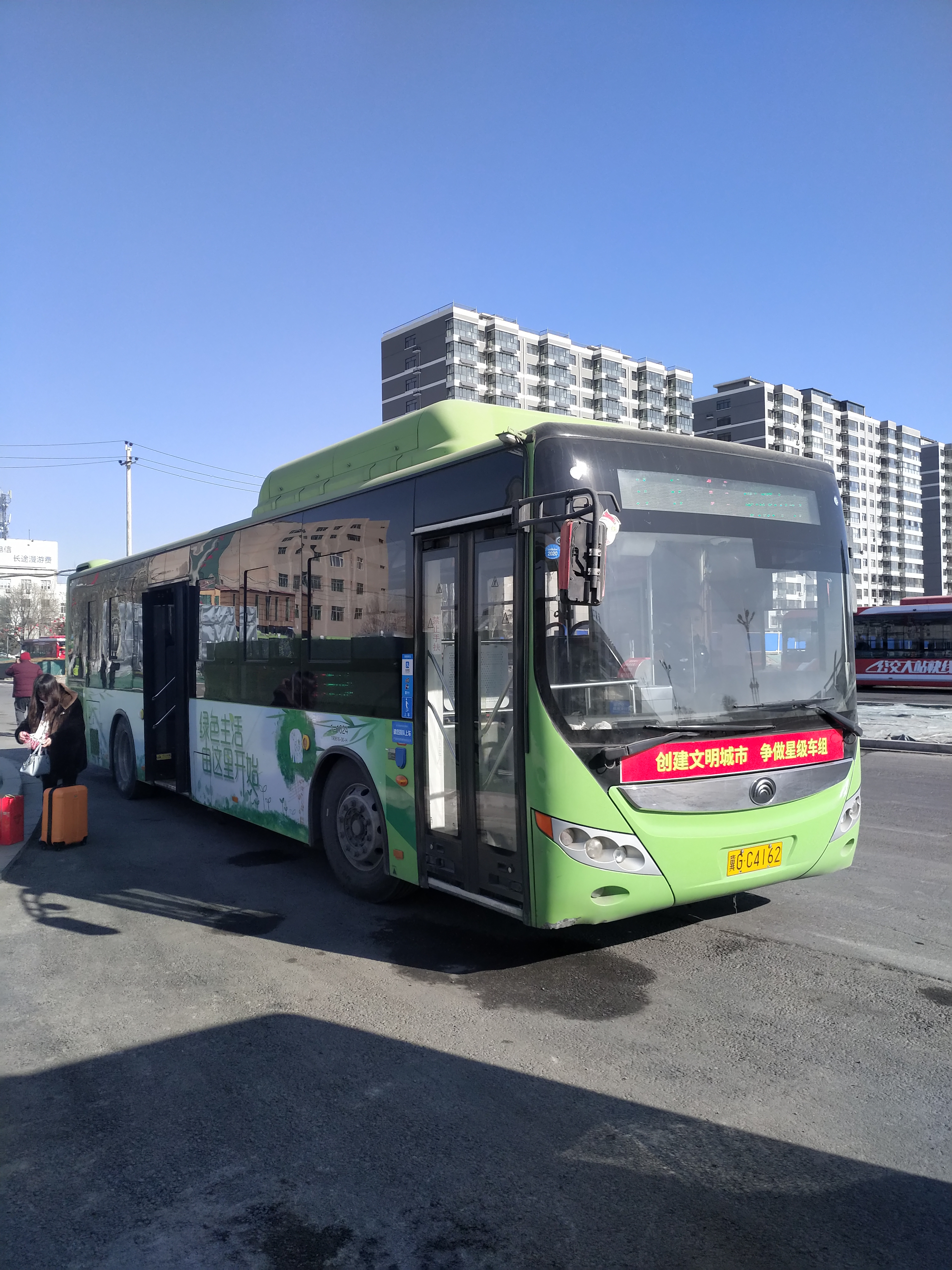
11路